# Bataille de Somosierra (1808)
Pour les articles homonymes, voir Bataille de Somosierra.
Guerre d'indépendance espagnole
Batailles
- Durango (10-1808)
- Balmaseda (11-1808)
- Burgos (11-1808)
- Roses (11-1808)
- Espinosa (11-1808)
- Tudela (11-1808)
- Bubierca (11-1808)
- Somosierra (11-1808)
- Cardedeu (12-1808)
- Saragosse (12-1808)
- 1re Molins de Rei (12-1808)
- Sahagún (12-1808)
- Benavente (12-1808)
- Mansilla (12-1808)
- Castelló d'Empúries (01-1809)
- Cacabelos (01-1809)
- Lugo (01-1809)
- Zamora (01-1809)
- Astorga (01-1809)
- La Corogne (01-1809)

La bataille de Somosierra a lieu le 30 novembre 1808 durant la guerre d'Espagne. Une armée espagnole en large infériorité numérique, en position défensive dans les gorges de Somosierra dans la sierra de Guadarrama au nord de Madrid, est battue. Cette victoire permet à Napoléon de prendre Madrid.

## Situation avant la bataille
Fin novembre 1808, l'armée française déborde et détruit les deux ailes de l'armée populaire espagnole. Afin de parachever la reconquête de l'Espagne, Napoléon s'avance sur Madrid avec 45 000 hommes de la Grande Armée.
Afin de défendre la ville, le général Benito de San Juan rassemble une armée faite de miliciens, réservistes et différents régiments réguliers encore sous le coup des précédentes défaites, en tout à peu près 20 000 hommes. Pour couvrir les nombreuses voies d'approche de la ville, San Juan est obligé de disperser ses forces déjà très inférieures en nombre. Sous ses ordres, 8 000 hommes sont envoyés à l'ouest pour garder le col de Guadarrama, 3 500 occupent un poste avancé à Sepúlveda, il laisse 8 000 hommes et 16 canons sur les hauteurs de Somosierra.

## Les gorges de Somosierra
Les gorges du col de Somosierra forment de nombreux lacets le long d'un chemin large de quelques dizaines de mètres seulement. À chaque lacet de cette route est placée une batterie d'artillerie comptant de deux à trois canons (la dernière batterie, au col, en compte environ une dizaine selon les estimations d'officiers français), rendant la progression de toute troupe, cavalerie ou infanterie, extrêmement difficile.
La nature du terrain et leur ténacité permettent aux Espagnols de résister dans un premier temps aux attaques françaises. Au soir du 29 novembre, la brigade postée à Sepúlveda repousse une attaque française en infligeant de lourdes pertes aux attaquants, puis échappe à l'écrasante supériorité numérique des Français grâce à la nuit tombante. Le matin suivant, Napoléon avance son infanterie directement vers le col, pendant que de petits détachements progressent en se dissimulant sur les flancs. Échangeant des salves de mousquet avec les défenseurs, ils sont repoussés par une défense espagnole très déterminée. Les Français font malgré tout de lents mais sensibles progrès vers les canons ennemis.

## La charge des Polonais

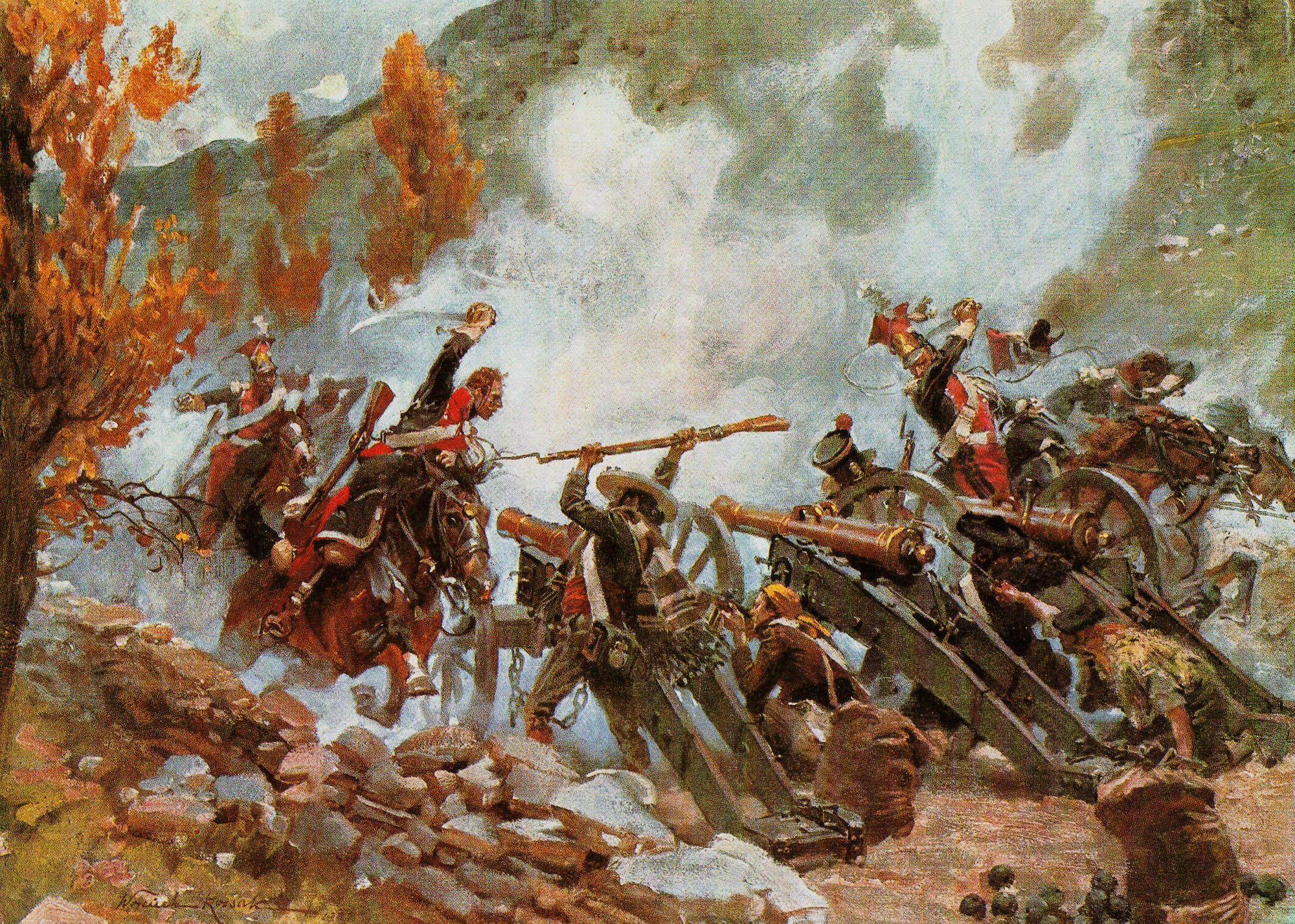
Charge de Somosierra : les Polonais s'emparent d'une batterie ennemie (peinture de Wojciech Kossak, 1907).

Les forces espagnoles ne pouvant être prises de flanc par des mouvements d'infanterie, Napoléon donne l'ordre au régiment de chevau-légers polonais de charger les Espagnols et leurs batteries d'artillerie retranchées,,. Cette décision dont on peut discuter le caractère impitoyable et imprudent fit l'objet d'amples controverses historiques,. On prête à l'empereur d'avoir répondu à ses lieutenants lui disant que cela était impossible : « Comment ? Impossible ! Je ne connais point ce mot là ! Il ne doit y avoir pour mes Polonais rien d'impossible ! » et qui popularisera plus tard l'expression « Impossible n'est pas français ».
Kozietulski rassemble le 3e escadron composé des 3e et 7e compagnies, qu'il commandait en l'absence du chef d'escadron Stokowski, et ordonne la charge sabre au clair.
Accueillis par les balles et la mitraille espagnole qui fauchent par dizaines les chevau-légers, les Polonais, en colonne par quatre, franchissent les batteries successives, sabrant les servants, en semant leurs morts tout du long de leur charge, parmi lesquels les lieutenants Rudowski, Krzyzanowski et Rowicki. Seuls quelques chevau-légers atteignent la dernière batterie mais les Espagnols réussissent à la reprendre. C'est alors que Napoléon engage les autres escadrons polonais et les chasseurs à cheval de la Garde pour soutenir les survivants du 3e escadron. À l'approche des cavaliers en renfort, les Espagnols qui viennent de reprendre la troisième batterie se débandent rapidement, laissant les Polonais maîtres des canons. 
La première charge est conduite par Kozietulski, mais il perd son cheval après avoir pris la première batterie. C'est à ce moment que le lieutenant Andrzej Niegolewski, en reconnaissance avec ses hommes, le rejoint. La charge se poursuit sous le commandement de Dziewanowski, et quand il tombe de cheval après la prise de la troisième batterie, par Pierre Krasiński. La charge contre la dernière batterie est conduite par Niegolewski, dernier officier valide et présent, qui survit presque par miracle quand les Espagnols attaquent les canons de la troisième batterie capturée par les Polonais et les reprennent. Il reçoit neuf blessures par baïonnette et une à la tête. Andrzej Niegolewski déclara avoir reçu une balle à la tête, mais les documents mentionnent une blessure infligée par sabre.
La deuxième charge, composée des 1er, 2e et 4e escadrons du régiment, est conduite par Tomasz Łubieński, qui lui aussi essaya d'en retirer toute la gloire, minimisant le rôle du troisième escadron (alors que Niegolewski essaya de montrer que ce fut lui qui prit les canons).

## Résultat des charges de cavalerie

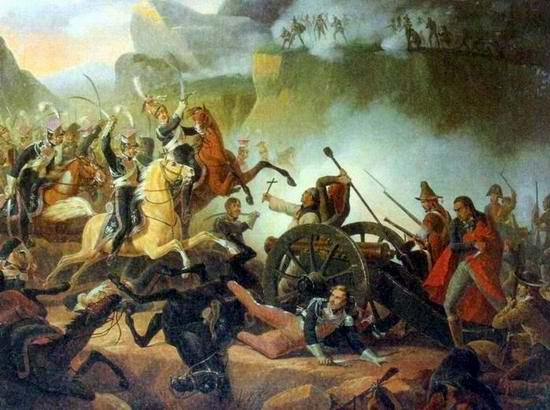
Charge de la cavalerie polonaise
Huile sur toile de Janvier Suchodolski, 1875.

Les officiers français ont essayé de minimiser l'impact des charges polonaises en prétendant que le succès devait être attribué à l'infanterie française du général François Ruffin. Pourtant le 13e bulletin de la Grande Armée mentionne le rôle déterminant des chevau-légers polonais. On doit aussi souligner que la première charge a été capable d'emporter les quatre batteries (même si ce succès fut temporaire et que la dernière batterie fut rapidement reconquise par les Espagnols), permettant ainsi à l'infanterie française de pousser son attaque. La seconde charge a permis de reprendre la dernière batterie et de provoquer un repli en masse de la milice irrégulière espagnole d'Andalousie et, de ce fait, la retraite de toute l'armée. Les artilleurs espagnols ont fait preuve d'une bravoure exceptionnelle en choisissant de mourir plutôt que d'abandonner leurs positions.

## Suites de la bataille

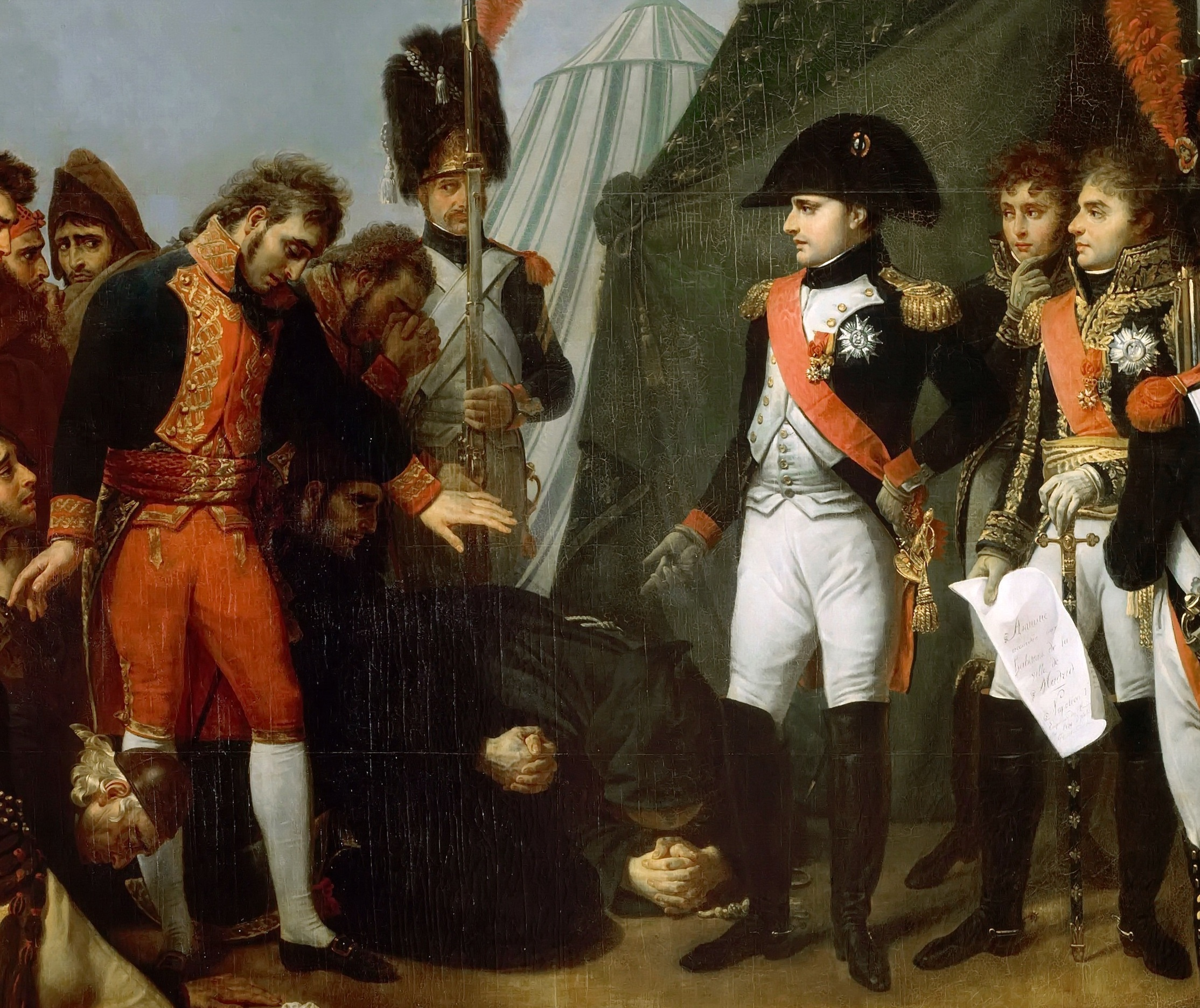
La capitulation de Madrid
Huile sur toile de Antoine-Jean Gros.

Le général Benito de San Juan replie rapidement son armée sur Madrid. Bien que la victoire de Somosierra soit plus précisément le résultat d'une attaque combinée d'infanterie et de cavalerie, l'infanterie supportant le plus gros du combat, les rapports ultérieurs, y compris ceux de Napoléon, mettent uniquement l'accent sur la charge polonaise.
Les patrouilles françaises atteignent la banlieue de Madrid le 1er décembre. San Juan tente, sans conviction, de défendre la capitale. Le 4 décembre, un barrage d'artillerie dévastateur met à mal la défense espagnole. San Juan capitule avec ses 2 500 soldats réguliers, les 20 000 civils enrôlés sous ses drapeaux se dispersent. Les Français entrent à Madrid pour la deuxième fois cette année-là.

## Anecdotes
- Selon de nombreux mémoires rédigés par des vétérans de la bataille, Kozietulski conduisit la charge en lançant le cri officiel : « Vive l'Empereur ». Cependant, une légende populaire prétend que le véritable cri de bataille était en polonais « Naprzód psiekrwie, Cesarz patrzy » soit : « En avant nom d'un chien, l'Empereur vous regarde ! »[4]
- Jaloux du courage montré par les Polonais lors de leur charge décisive et voulant minimiser leur rôle dans la bataille, certains généraux Français rapportèrent à Napoléon que c'est ivres qu'ils avaient enlevé les batteries espagnoles. Celui-ci leur répondit « Alors Messieurs, sachez être saouls comme des Polonais. » ou selon une autre version « Il fallait être saoul comme un Polonais pour accomplir cela. ». De là vient l'expression « être saoul comme un Polonais » employée en français pour désigner un état alcoolisme avancé, mais bien moins péjorative que glorieuse pour la Pologne[5].

## Sources
- (en) Cet article est partiellement ou en totalité issu de l’article de Wikipédia en anglais intitulé « Battle of Somosierra » (voir la liste des auteurs).

- Les Polonais à Somo-Sierra en 1808 en Espagne. Réfutations et rectifications relatives à l'attaque… par Jędrzej Niegolewski, Adolphe Thiers, 1854.
- (en) Ronald Pawly, « Napoleon's Polish Lancers of the Imperial Guard », Men-at-Arms, no 440,‎ 2007 (ISBN 978-1-84603-256-1)

## Autres lectures
- Général russe Puzyrevsky ou Pouzerewsky, Charge de cavalerie de Somo-Sierra (Espagne), le 30 novembre 1808[6] lire en ligne sur Gallica.
- Rolin, Vincent, « La bataille de Somosierra, le 30 novembre 1808 », revue Napoléon no 36, La capitulation de Madrid, novembre 2008.

## Jeux de simulations historiques
- Somosierra 1808, de Frédéric Bey, série Jours de Gloire, Vae Victis no 83, 2008.